# Балиньо, Энрике
Энрике Балиньо Павон (исп. Enrique Baliño Pavón; 20 июня 1928, Монтевидео — 14 октября 2018, Монтевидео) — уругвайский баскетболист. Бронзовый призёр летних Олимпийских игр 1952 года, трёхкратный чемпион Южной Америки 1947, 1949 и 1953 годов.

## Биография
Энрике Балиньо родился 20 июня 1928 года в уругвайском городе Монтевидео.
В 1944—1962 годах играл в баскетбол за «Дефенсор Спортинг» из Монтевидео.
В составе сборной Уругвая трижды выигрывал золотые медали чемпионата Южной Америки: в 1947 году в Рио-де-Жанейро, в 1949 году в Асунсьоне и в 1953 году в Монтевидео.
В 1952 году вошёл в состав сборной Уругвая по баскетболу на летних Олимпийских играх в Хельсинки и завоевал бронзовую медаль. Провёл 8 матчей, набрал 71 очко (20 в матче со сборной Болгарии, 18 — в матчах с Аргентиной, 17 — с США, 6 — с Венгрией, 4 — с Чехословакией, по 3 — с Францией и СССР).
В 1954 году участвовал в чемпионате мира в Рио-де-Жанейро, где уругвайцы заняли 6-е место. Провёл 6 матчей, набрал 18 очков.
Выступал за сборную Уругвая до 1958 года.
Умер 14 октября 2018 года в Монтевидео.